# Bucznik (Beskid Wyspowy)
Bucznik lub Buczniki (598 m) – pokryte polami kopulaste wzgórze w Beskidzie Wyspowym, w miejscowości Mszana Górna. Znajduje się w zakończeniu południowo-zachodniego grzbietu Ogorzałej. Północno-zachodnie stoki Bucznika opadają do doliny potoku Łostówka, południowo-zachodnie do rzeki Mszanka, południowo-wschodnie do dolinki bezimiennego dopływu Mszanki, północne do bezimiennego dopływu Łostówki.
Wysokość względna Bucznika nad korytem potoku Mszanka wynosi około 160 m. Dzięki otwartej przestrzeni pól uprawnych Bucznik jest dobrym punktem widokowym. Dolinką potoku po jego północnej stronie prowadzi znakowany szlak turystyczny.

## Szlak turystyki pieszej
– zielony: Mszana Dolna – Ogorzała – Kiczora – Jasień. Czas przejścia: 5:30 h ↓ 4:45 h